# Mali nebeški krogotok
Mali nebeški krogotok ali Mikrokozmična orbita (kitajsko: 小周天; Wade–Giles: Xiao Zhou Tian) predstavlja krogotok čija po dveh meridianih v prednjem in zadnjem delu telesa. Pojavil se je v daoističnem čigungu, vendar so ga kasneje pričeli prakticirati tudi budisti. Vadimo ga lahko v sedeči ali stoječi drži ali v gibanju. Vadimo ga lahko samega ali pa kot del Velikega nebeškega krogotoka.

## Vadba
Pri malem nebeškem krogotoku qi kroži po vodilnem kanalu navzgor (od trtice po hrbtenici do vrha glave in naprej do ustnega neba) in nato po prednjem kanalu navzdol (od ust navzdol do presredka). Redkejši so poskusi, da bi krogotok vzpostavili v obratni smeri, da bi se qi dvigovala po prednjem kanalu navzgor in po vodilnem kanalu navzdol.
Pri vadbi malega nebeškega krogotoka veljajo za težavnejša predvsem »Tri vrata« oziroma tri področja na hrbteničnem ali zadnjem meridianu in sicer so to trtična vrata (daoist. vejlu, akup. čangćjang), hrbtna vrata (daoist. lingtaj, akup. đjađi) ter vrata žadove blazine (daoist. judžen, akup. naohu), ker naj bi se preko njih či težje pretakala. Še dve pomembnejši mesti sta mingmen (ognjena vrata), ki se nahajajo na hrbtu približno v višini ledvic, ter bajhui oziroma vrhnja točka na glavi.
Obstajajo trije načini kako vaditi mali nebeški krogotok: 
- Najbolj razširjen način vadbe uporablja dihalno tehniko, pri kateri s pomočjo vdihov in izdihov ter z vizualizacijo vodimo či po prednjem kanalu navzdol in po zadnjem kanalu navzgor.[4][6][3] Pri tej metodi stik med vodilnim in prednjim kanalom vzpostavljamo preko stiskanja mišic okrog anusa in presredka, s čemer poženemo qi preko trtičnih vrat, ter z dvigom konice jezika na ustno nebo, s čemer omogočimo spust čija iz glave po prednjem kanalu navzdol.[7][3]Pri dihalnih tehnikah vadbo pogosto začnemo z manjšim krogotokom v spodnjem delu trebuha.[8]
- Manj pogost način meditativne vadbe ne uporablja dihalne tehnike, ampak le nadzorovano pozornost uma na zaporedje energijskih mest na obeh energijski kanalih. V tem primeru ne uporabljamo stiskanja mišic na območju okrog anusa, še vedno pa uporabljamo držo konice jezika na ustnem nebu.[9]
- Mali nebeški krogotok lahko vadimo tudi s pomočjo točno določenega zaporedja drž v Stoječem kolu.[2]

## Kontraindikacije
Čeprav na neznanstveni podlagi, pa na nevarnost kontraindikacij opozarjajo mnogi praktikanti malega nebeškega krogotoka. Če mali nebeški krogotok vadimo na napačen način, lahko povzroči  izčrpavanje čija. Med vadbo naj bi se či usmerjala predvsem navzgor, kar lahko povzroči zastoj čija v glavi, prevelike količine čija v nepripravljenih meridianih pa naj bi lahko povzročile celo telesne poškodbe in čustvene težave.  Pojavijo se lahko tudi želodčne težave, prebavne težave ali hemeroidi. Ljudje z visokim krvnim pritiskom se morajo pri vadbi osredotočati tudi na energijsko točko jungčvan na podplatih. Nekateri menijo, da je pri vadbi nebeškega krogotoka potrebno opustiti manipulacijo s točkami na meridianih, ker to lahko povzroči težave.